# Diplotemnus vachoni
Diplotemnus vachoni är en spindeldjursart som beskrevs av Dumitresco och Traian Orghidan 1969. Diplotemnus vachoni ingår i släktet Diplotemnus och familjen Atemnidae. Inga underarter finns listade i Catalogue of Life.